# 铁马鞭
铁马鞭（学名：Rhamnus aurea），为鼠李科鼠李属下的一个种。